# Viola lobata
Viola lobata Benth. – gatunek roślin z rodziny fiołkowatych (Violaceae). Występuje naturalnie w zachodnich Stanach Zjednoczonych (w Oregon i Kalifornii) oraz północno-zachodnim Meksyku (w stanie Kalifornia Dolna. 

## Morfologia
PokrójBylina dorastająca do 5–46 cm wysokości, tworzy kłącza.
LiścieBlaszka liściowa ma kształt od deltoidalnego do nerkowatego, czasami jest pierzasto-klapowana. Mierzy 3,5–8,5 cm długości oraz 4,5–13,5 cm szerokości, jest ząbkowana lub piłkowana na brzegu, ma nasadę od sercowatej do ściętej i ostry lub tępy wierzchołek. Ogonek liściowy jest nagi i ma 5–27 cm długości. Przylistki są od owalnych do lancetowatych.
KwiatyPojedyncze, wyrastające z kątów pędów. Mają działki kielicha o lancetowatym kształcie. Płatki są odwrotnie jajowate i mają żółtą barwę, dolny płatek jest odwrotnie jajowaty, mierzy 8-19 mm długości, posiada obłą ostrogę o długości 1-2 mm.
OwoceTorebki mierzące 6-16 mm długości, o elipsoidalnym kształcie.

## Biologia i ekologia
Rośnie w lasach, na wysokości od 100 do 2300 m n.p.m.

## Zmienność
W obrębie tego gatunku wyróżniono jedną odmianę:
- V. lobata var. integrifolia S.Watson – występuje w południowo-zachodnim Oregon i Kalifornii[3]